# Anders Andersson (affärsman)

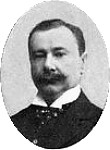
A. Andersson.

Anders Andersson, född den 5 maj 1859 i Skegrie församling, Malmöhus län, död 1929 i Stockholm, var en svensk affärsman verksam i Stockholm. Han bildade flera företag, bland dem Havanna-Magasinet, Twilfit och föregångaren till Nordiska Galleriet.

## Biografi

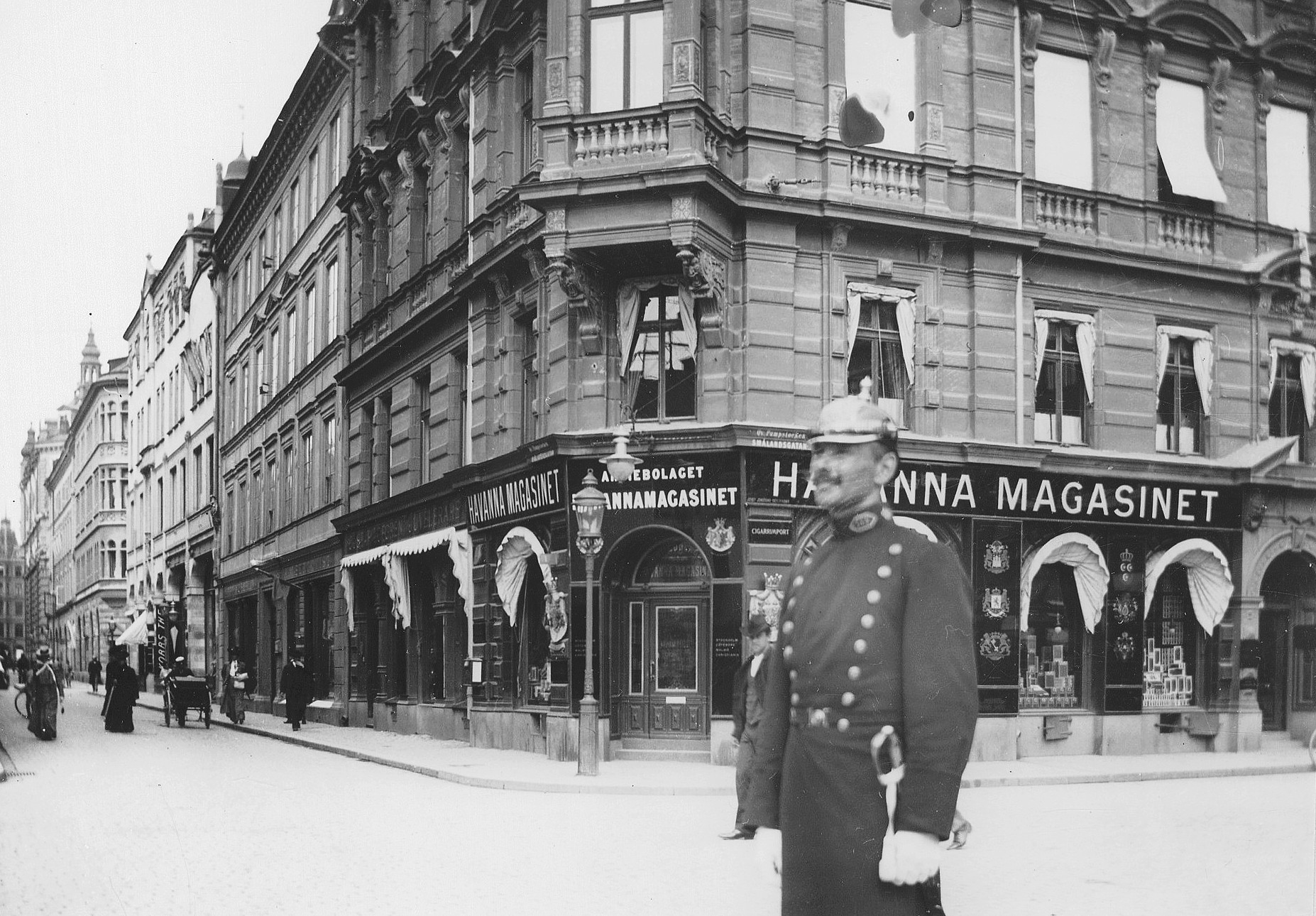
Havanna-Magasinet på Norrmalmstorg (Smålandsgatan 14), 1903.

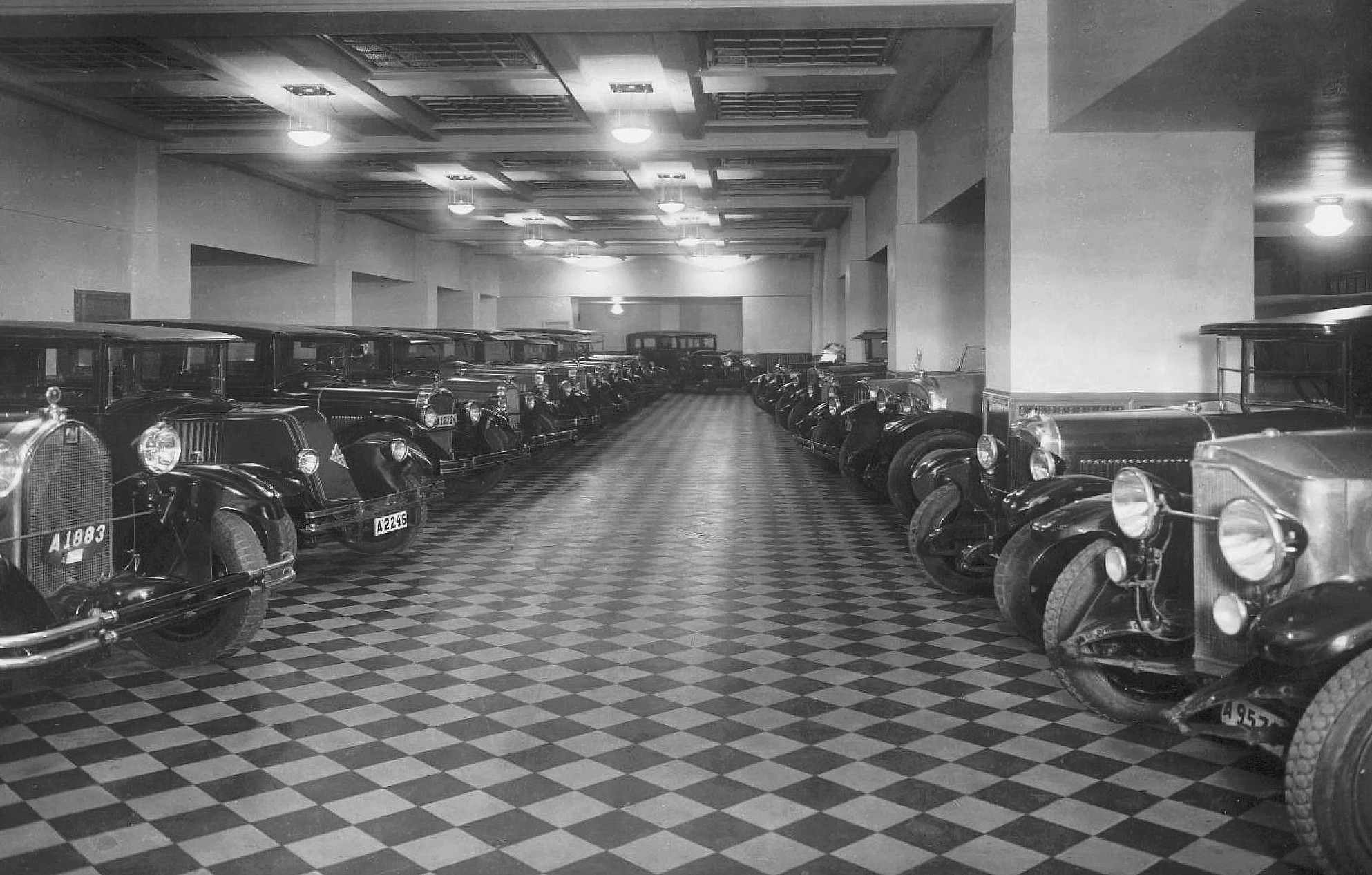
AB Bilutställningen, 1920-tal.

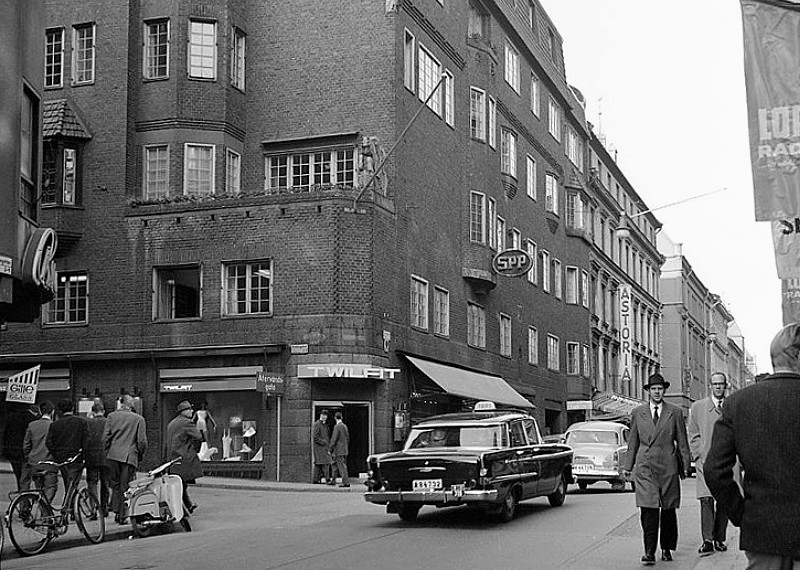
Riddaren 17 med Twilfit, 1962.

### Havanna-Magasinet
Anders Andersson växte upp i en bondfamilj i Trelleborgstrakten. Han flyttade till Stockholm och började handla med tobak 1881. År 1888 grundade han företaget Havanna-Magasinet och 1891 bildade han tillsammans med två partner aktiebolaget Havanna-Magasinet där han blev verkställande direktör. Till en början bedrev företaget endast import och försäljning av tobaksprodukter i egna bodar. Den första låg på Drottninggatan 21 i Stockholm, därefter hade man tobaksbodar vid Norrmalmstorg (Smålandsgatan 14) samt i Göteborg, Malmö och Oslo. 
År 1896 startade man cigarrtillverkning i egen fabrik. All produktion såldes endast i de egna butikerna. År 1897 deltog företaget i Allmänna konst- och industriutställningen. Till utställningen tillverkades en särskild utställningscigarr och i katalogen kunde man läsa: "Order å cigarrer af eget fabrikat upptagas å vår utställningsplats". Havanna-Magasinet gick mycket bra och blev även kunglig hovleverantör. Mellan 1903 och 1904 var Andersson Kubas konsul i Stockholm, varpå han titulerade sig "konsul". Han blev en välbärgad och ansedd person i Stockholm.
Den 1 januari 1913 monopoliserades tobakshandeln i Sverige och Havanna-Magasinet övertogs av AB Förenade Svenska Tobaksfabriker och senare av Svenska Tobaksmonopolet. Vid övertagandet 1913 var aktiekapitalet 400 000 kronor och Andersson fick en generös ersättning av svenska staten. Havanna-Magasinet existerade som dotterbolag till Svenska Tobaksmonopolet fram till 1931.

### Auktionshallen och Twilfit
Pengarna blev grundplåten till nybygget av fastigheten Riddaren 17 (invigd 1912), belägen på Östermalm i hörnet Riddargatan / Nybrogatan. Nybygget uppmärksammades på sin tid i dagspressen. I Dagens Nyheter kunde man läsa den 21 oktober 1911 bland annat ...i Nybrogatan 11 A, platsen för det gamla minnesrika Palinska huset, som under sin 200-åriga tillvaro genomgått så många skiftande öden, reser sig nu ett stort modernt miljonbygge. Det äges af direktören för aktiebolaget Havannamagasinet, hr A. Andersson... Huset blev mycket påkostat och ritades av den vid tiden ofta anlitade arkitekten Cyrillus Johansson. Byggnaden är idag blåklassad av Stockholms stadsmuseum vilket innebär att det kulturhistoriska värdet anses motsvara fordringarna för byggnadsminne.
Andersson och familjen flyttade själv in i en av paradvåningarna och i husets butikslokaler prövade han nya affärsidéer. På bottenplanet anordnades: Auktionshallen som drev auktionshandel med konst och antika möbler och AB Bilutställningen som sålde begagnade bilar i Auktionshallens lokaler. På hörnet Riddargatan / Nybrogatan öppnade han 1922 en affär för damunderkläder som han gav namnet Twilfit efter sin brittiska huvudleverantör för korsetter och bysthållare. Idén med auktioner skrotas efter kort tid och man övergick till att sälja antika möbler av hög kvalitet.

### Systersonen tar över
Efter Anderssons död 1929 ärvde hans systerson Carl-Otto Heigard rörelsen. Twilfitt vidareutvecklade han till en riksomspännande butikskedja som fortfarande existerar medan Bilutställningen lades ner. Heigard kompletterade istället möbelbutiken med ett konstgalleri och etablerade år 1933 namnet Nordiska Galleriet. Både Twilfits första butik och Nordiska Galleriet finns kvar på sin ursprungliga plats i fastigheten Riddaren 17 (nuvarande 27).